# Sorbus khumbuensis
Sorbus khumbuensis är en rosväxtart som beskrevs av Mcall.. Sorbus khumbuensis ingår i släktet rönnar, och familjen rosväxter. Inga underarter finns listade i Catalogue of Life.